# Sárga gyűszűvirág
A sárga gyűszűvirág vagy nagyvirágú gyűszűvirág (Digitalis grandiflora vagy Digitalis ambigua) az útifűfélék (Plataginaceae) családjába, a Digitalis nemzetségbe tartozó növényfaj. Minden része mérgező!

## Élőhelye
Tölgyesek; kiritkult erdők, vágások, erdőszegélyek. Inkább meszes vagy kevéssé savanyú talajon.

## Elterjedése
Közép-Európa, valamint Nyugat-Európa nagy része. Magyarországon (elsősorban az Északi-középhegységben) gyakori.

## Jellemzői
40–100 cm magas évelő.
- Szára mirigyesen szőrös.
- Levelei szórt állásúak, lándzsásak. Szélük kissé fűrészes, színükön fényesek, élénkzöldek, fonákukon az erek pelyhesek.
- Virágzata egy oldalra néző virágokból kialakult fürt. A virágok 3–4 cm-esek, gyűszű alakúak, világossárgák, belül barna foltokkal, erekkel.

Mérgező!

### Felhasználása
Kivonatából szívgyógyszert készítenek.

## Virágzása
május-szeptember

## Hasonló vagy rokon fajok
- Rozsdás gyűszűvirág (Digitalis ferruginea)
- Gyapjas gyűszűvirág (Digitalis lanata)
- Kisvirágú gyűszűvirág (Digitalis lutea)
- Piros gyűszűvirág (Digitalis purpurea)

## Védettsége
Magyarországon nem védett.